# Dutch Juniors 2014
Das Dutch Juniors 2014 fand als bedeutendstes internationales Nachwuchsturnier der Niederlande im Badminton vom 26. Februar bis zum 2. März 2014 in Haarlem statt.

## Sieger und Platzierte
| Disziplin    | Gold                                                 | Silber                         | Bronze                                 |
| ------------ | ---------------------------------------------------- | ------------------------------ | -------------------------------------- |
| Herreneinzel | Lin Guipu                                            | Shi Yuqi                       | Mark Caljouw                           |
| Herreneinzel | Lin Guipu                                            | Shi Yuqi                       | Zhao Junpeng                           |
| Dameneinzel  | Qin Jinjing                                          | Chen Mingchun                  | Lee Ying Ying                          |
| Dameneinzel  | Qin Jinjing                                          | Chen Mingchun                  | Chen Xiaoxin                           |
| Herrendoppel | Johannes Pistorius Marvin Seidel                     | Ruben Jille Alex Vlaar         | Sachin Dias Buwenaka Goonethileka      |
| Herrendoppel | Johannes Pistorius Marvin Seidel                     | Ruben Jille Alex Vlaar         | Yonny Chung Yeung Shing Choi           |
| Damendoppel  | Marsheilla Gischa Islami Rahmadhani Hastiyanti Putri | Maja Pavlinić Katarina Galenić | Imke van der Aar Tamara van der Hoeven |
| Damendoppel  | Marsheilla Gischa Islami Rahmadhani Hastiyanti Putri | Maja Pavlinić Katarina Galenić | Fan Ka Yan Wu Yi Ting                  |
| Mixed        | Yonny Chung Ng Tsz Yau                               | Alex Vlaar Cheryl Seinen       | Max Weißkirchen Eva Janssens           |
| Mixed        | Yonny Chung Ng Tsz Yau                               | Alex Vlaar Cheryl Seinen       | Marvin Seidel Jennifer Karnott         |